# Börjeparken, Finn Malmgrens plan
Börjeparken, Finn Malmgrens plan är en park i Luthagen i Uppsala som gränsar till Sysslomansgatan och Skolgatan. Parken har blomplanteringar och är känd för sina körsbärsträd som blommar på våren. I parken finns också en staty av Finn Malmgren, en svensk meteorolog och polarforskare verksam vid Uppsala universitet.
Det finns även en skuptur i lackad aluminium, Modul, som är skapad 1996 av Lars Erik Falk.